# Caesalpinia brachycarpa
Caesalpinia brachycarpa là một loài thực vật có hoa trong họ Đậu. Loài này được (Benth.) Hattink miêu tả khoa học đầu tiên năm 1974.